# Точка невозврата (альбом)
«Точка невозврата» — четвёртый студийный альбом российской группы «Полюса», выпущенный 21 декабря 2012 года на сайте ThankYou.ru. Презентация альбома прошла 22 ноября 2012 года в Санкт-Петербурге в клубе «А2» и 28 ноября в Москве в клубе «16 тонн».
Помимо новых песен в альбом вошли перезаписанная «Северная сказка» из дебютной пластинки коллектива и ранее не издававшаяся песня «Безразмерная».
По мнению Радифа Кашапова, музыка коллектива стала более «изощрённой» благодаря участию в записи нового барабанщика и бас-гитариста. Алексей Мажаев отметил «крепко сбитые мелодии, ироничные тексты, для осознания которых нужны некоторые слушательские усилия». Борис Барабанов положительно оценил альбом, назвав песни «индивидуальными» и «мастерски сыгранными».

## Список композиций
Слова и музыка всех песен — Илья Разин.
| №   | Название                                        | Длительность |
| --- | ----------------------------------------------- | ------------ |
| 1.  | «Кино»                                          | 4:01         |
| 2.  | «Витки»                                         | 3:55         |
| 3.  | «Делай меня живым»                              | 4:25         |
| 4.  | «На спине у кита»                               | 4:14         |
| 5.  | «Мне нужен робот»                               | 3:45         |
| 6.  | «Безразмерная»                                  | 4:52         |
| 7.  | «Детский мир»                                   | 4:48         |
| 8.  | «Анатолий»                                      | 4:53         |
| 9.  | «В круге света»                                 | 3:21         |
| 10. | «Северная сказка»                               | 4:34         |
| 11. | «Дым»                                           | 5:45         |
| 12. | «Делай меня живым» (remixed by Andrei Samsonov) | 3:27         |
| 13. | «Безразмерная» (remixed by Vlad Zhukov)         | 5:18         |
| 14. | «На спине у кита» (remixed by Kolia Bichan)     | 4:30         |

## Участники записи
- Илья Разин — вокал, гитара
- Виктор Санков — бас
- Антон Новиков — барабаны
- Дмитрий Павлов — гитара
- Влад Жуков
- Николай Бичан